# Nocarodes variegatus
Nocarodes variegatus är en insektsart som beskrevs av Fischer von Waldheim 1846. Nocarodes variegatus ingår i släktet Nocarodes och familjen Pamphagidae. Inga underarter finns listade i Catalogue of Life.